# Леонтина Вукомановић
Леонтина Вукомановић (Пожаревац, 13. новембар 1970) српска је поп певачица, композитор, текстописац, диригент и оснивач дечјег хора „Чаролија”. Добитница је многих награда и признања.

## Каријера
Леонтина је музиком почела да се бави у средњој школи 1986. године, тада је објавила своје прве песме. Била је композитор и текстописац на изборима за Песму Евровизије 1991. и 1992. године, а као вокални солиста освојила је награде за интерпретацију на фестивалима Месам и Београдско пролеће 1992. године својим композицијама.
Године 1992. је почела да наступа у телевизијским емисијама и ради музику за децу. Као аутор 1993. први пут побеђује на фестивалу у Будви са песмом Порок, коју је певао Филип Змахер, а као интерпретатор осваја треће место на истом фестивалу песмом Нећу само тебе да волим.
На фестивалу у Будви 1994. године осваја награду за најбољи дует а 1995. на Сунчаним скалама другу награду жирија. Свој први кант-ауторски албум Немири објавила је 1996. и победила на фестивалу Сунчане скале у Херцег Новом, са песмом Једна од сто. За интерпретацију године добила је Оскар популарности, Принчеву награду и Мелко.
Године 1997. и 1998. је освојила највеће награде за интерпретацију године и победила на фестивалу у Будви 1998, као аутор и извођач песме Далеко. Свој други албум Љубав без љубави објавила је 1998. године у продукцији Сити рекордса и дечји албум Леонтина за децу у продукцији ПГП РТС. На забавно-музичком фестивалу у Бањој Луци 1999. композицијом Врата од бола је освојила Прву награду жирија и Прву награду публике.
Трећи албум под називом Следећа објављује 2001. на албуму се издвајају неколико хита као што су: Среда, Дуго, дуго, Кад праве љубави гину, Он је исти као ти а песма Црно па се не види је проглашена за најбољу баладу године.
Леонтина је освојила награду за најбољу женску интерпретацију на додели годишњих Принчевих награда у Херцег Новом 2002. године. Као текстописац на Беовизији осваја прво место, са песмом Чија си, коју изводи Тоше Проески. 2003. године. Песма је освајила неколико награда као хит године. Велики успех постиже 2004. новим синглом за Жељка Јоксимовића Леђа о леђа и песмом Лане моје којом је освојио друго место на Евровизији.
На првом Радијском фестивалу је освојила награду за најбољи текст године за песму Лане моје, као и трећу награду и награду уметничког савета за најбољу песму Крила. На другом Радијском фестивалу за песму У недељу је освојила седам награда. Награду фестивала, награду за најбољу композицију, награду за интерпретацију, награду свих колега, учесника фестивала, награду уметничког савета фестивала и свих акредитованих новинара, најбоља песма - Радио Сарајево и најбоља песма - Радио Бања Лука.
Вукомановићева је освојила Награду Београдски победник за најбољег аутора 2006. године.
Године 2006. Леонтина је основала дечји хор Чаролија који има више од триста чланова. Уметнички је директор и аутор дечјег музичког фестивала Чаролија. Од 2009. је члан управног одбора Београдског џез фестивала а од 2010. је члан и Артимедиа средње уметничке школе.
Хор Чаролија је извео Леонтинину песму Чувајте нам ђаке за шта је одликована почасном значком Клуба пријатеља IPA.
Аутор је познатих песама за Жељка Јоксимовића, Бојана Маровића, Микија Перића, Роману, Мају Николић, Андријану Божовић, Коктел бенд и друге.
Године 2013. је издала своју прву књигу поезије „Није тачно све што лепо звучи“.
Од 2014. у емисији музичког такмичења за децу Пинкове звездице стални је члан жирија.
Одликована је златном Медаљом за заслуге (2024).
Леонтина има кћерку Луцију.

## Дискографија
албуми
- 1996. Немири
- 1998. Љубав без љубави
- 2001. Следећа
- 2010. Platinum collection

албуми за децу
- 1998. Леонтина за децу
- 2007. Леонтина и Ивана - песме за децу
- 2009. Највећи хитови хора Чаролија

синглови
- Један Саша из воза (1992)
- Где сам погрешила (1992)
- Нећу само тебе да волим (1994)
- Ала је леп овај свет (1996) са Тап 011
- Утеха (1997)
- Љубав без љубави (1998)
- Заслужио си све (1998) са Ацме
- Црно па се не види (2001)
- Кад праве љубави гину (2001)
- Среда (2003)
- Руди (2004) обрада песме Беби Дол
- Такве не праве (2009)

## Фестивали
МЕСАМ:
- Лудило, награда за интерпретацију, '92
- Одустани (са Ксенијом Мијатовић и Теодором Бојовић), '96

Пјесма Медитерана, Будва:
- Нећу само тебе да волим, треће место, '94
- Време је да водимо љубав (дует са Растком Јанковићем), '95
- Утеха, '97
- Далеко, победничка песма (Категорија: Летња песма), '98

Сунчане скале, Херцег Нови:
- Једна од сто, победничка песма, '96
- Црно, па се не види, 2001

Бања Лука:
- Врата од бола (Вече забавне музике), победничка песма (прва награда публике и прва награда жирија), '99

Беовизија:
- Замисли, 2004

Радијски фестивал, Србија:
- Крила, трећа награда фестивала и награда Уметничког савета за најбољи текст, 2004

Врњачка Бања:
- Такве не праве, победничка песма, 2009

Београдско пролеће:
- Баба са дедом седи (Дечје београдско пролеће), 2016

## Синхронизацијске улоге
| Година | Назив                 | Улога           |
| ------ | --------------------- | --------------- |
| 2016.  | Певајмо               |                 |
| 2016.  | Храбри витез Тренк    |                 |
| 2017.  | Лепотица и звер       | додатни гласови |
| 2021.  | Енканто: Магични свет | Хулијета        |